# Edmund Frohne

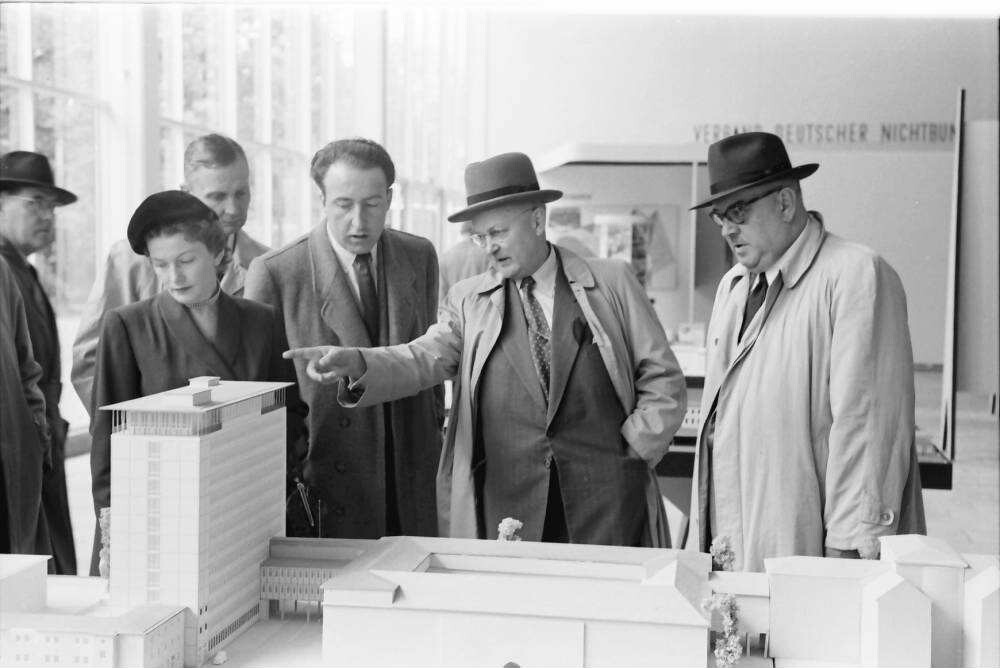
Edmund Frohne (zweiter von rechts) 1953 in München

Friedrich Edmund Frohne (* 22. Juni 1891 in Leipzig; † 8. August 1971 in Frankfurt am Main) war ein deutscher Ingenieur, Verkehrswissenschaftler und Politiker.

## Beruf
Edmund Frohne war nach seinem Kriegsdienst Regierungsbauführer der Sächsischen Staatseisenbahnen und wurde am 10. Juli 1920 Beamter der Deutschen Reichsbahngesellschaft. Er war nach seiner Promotion 1926 an der Technischen Universität Dresden tätig. Ab 1927 optimierte er für die Deutsche Reichsbahn die Rangierbahnhöfe Dresden-Friedrichstadt und Chemnitz-Hilbersdorf. Nach seinen Plänen wurden in beiden Rangierbahnhöfen Seilablaufanlagen eingebaut. Die bis heute (in Teilen) existierende Seilablaufanlage in Chemnitz (Schauplatz Eisenbahn) führte zu einer Leistungssteigerung im Rangierbetrieb von 50 % (die Anlage ist ein technisches Unikat). Von 1933 bis 1936 war er Berater der griechischen Regierung in Verkehrsfragen und dabei unter anderem mit der Planung des neuen Hauptbahnhofs von Thessaloniki befasst. Anschließend beriet er bis 1938 die lettischen Staatsbahnen. 1938 wechselte er in die Reichsbahndirektion Hannover. 1941 wurde Frohne zum Honorarprofessor an der Technischen Hochschule Braunschweig berufen.
Unter Frohnes Leitung wurde während des Zweiten Weltkrieges an einer Ausweichstrecke für die überlastete Leinetalstrecke gearbeitet. Der neu entstehende Industriekomplex Salzgitter/Wolfsburg sollte so einen besseren Anschluss an das Schienennetz erhalten. Dazu war die Basis-Untertunnelung des Harzes vorgesehen. Die Tunnelstrecke sollte Nebenkammern zur Produktion kriegswichtiger Güter erhalten und einen Tunnelbahnhof mit Fahrstuhl für Braunlage.
Frohne war nach dem Zweiten Weltkrieg zunächst Referatsleiter für das Berg-, Hütten- und Salinenwesen des Landes Braunschweig. Ab 1949 war Frohne Mitglied der Braunschweigischen Wissenschaftlichen Gesellschaft. Nach der Gründung des Landes Niedersachsen wurde er in dessen Dienst übernommen und dort von 1947 bis 1950 Staatssekretär im niedersächsischen Verkehrsministerium, anschließend von Juli 1950 bis April 1952 Staatssekretär im Bundesministerium für Verkehr. Von 1952 bis 1957 war er Präsident der Deutschen Bundesbahn. 1957 wurde er Mitglied im Luftfahrtbeirat des Verkehrsministeriums, wo er den Ausschuss für Steil- und Senkrechtstart leitete. Danach beriet er die türkische Regierung in Verkehrsfragen.

## Familie
Edmund Frohne war verheiratet und hatte zwei Kinder.

## Ehrungen
1953 wurde er zum Ehrenbürger der Stadt Braunschweig ernannt.

### Von Frohne
- Die Seilablaufanlage auf dem Verschiebebahnhof Dresden-Friedrichstadt. In: Verkehrstechnische Woche. Rangiertechnik. 2. Sonderheft der Studiengesellschaft für Rangiertechnik. Heft 10. 1. Auflage. Berlin 1929. Seite 128
- Die Ablaufanlage Chemnitz-Hilbersdorf. In: Verkehrstechnische Woche. Rangiertechnik. 4. Sonderheft der Studiengesellschaft für Rangiertechnik. Sonderdruck. 1. Auflage. Berlin 1931. Seite 37
- (Herausgeber): Vereintes Europa auf der Schiene. Elsner, Darmstadt 1957, DNB 451182154. (Texte in Deutsch, Englisch und Französisch).

### Über Frohne
- Matthias Lienert, Heinz Frohne: Friedrich Edmund Frohne (1896–1974). In: Sächsische Lebensbilder. Band 5. Leipzig 2003, ISBN 978-3-515-08417-8